# Världsmästerskapen i landsvägscykling 2016
Världsmästerskapen i landsvägscykling 2016 avgjordes i Doha, Qatar under perioden 9–16 oktober, 2016. Tävlingarna avgörs vanligtvis i september men för att undvika alltför varma väderförhållanden flyttades 2016 års tävlingar till oktober. Doha var den enda staden som visade intresse för att arrangera mästerskapen.

## Medaljsummering

### Elittävlingar
| Damer                         | Guld | Guld     | Silver | Silver  | Brons | Brons     |
| Linjelopp – 15 Okt. 134,1 km  | Amalie Dideriksen · Danmark | 3:10.27  | Kirsten Wild · Nederländerna | + 0.00  | Lotta Lepistö · Finland | + 0.00    |
| Tempolopp – 11 Okt. 28,9 km   | Amber Neben · USA | 36.37,04 | Eleonora van Dijk · Nederländerna | + 5,99  | Katrin Garfoot · Australien | + 8,32    |
| Lagtempolopp – 9 Okt. 40,0 km | Boels–Dolmans Chantal Blaak (NED) · Karol-Ann Canuel (CAN) · Elizabeth Deignan (GBR) · Christine Majerus (LUX) · Evelyn Stevens (USA) · Eleonora van Dijk (NED) | 48.41,62 | Canyon–SRAM Racing Alena Amialiusik (BLR) · Hannah Barnes (GBR) · Lisa Brennauer (GER) · Elena Cecchini (ITA) · Mieke Kröger (GER) · Trixi Worrack (GER) | + 48,24 | Cérvelo-Bigla Ciara Horne (GBR) · Lisa Klein (GER) · Lotta Lepistö (FIN) · Ashleigh Moolman-Pasio (RSA) · Joëlle Numainville (CAN) · Stephanie Pohl (GER) | + 1.56,47 |

| Herrar                        | Guld | Guld     | Silver | Silver  | Brons | Brons     |
| Linjelopp – 16 Okt. 257,3 km  | Peter Sagan · Slovakien | 5:40.43  | Mark Cavendish · Storbritannien | + 0.00  | Tom Boonen · Belgien | + 0.00    |
| Tempolopp – 12 Okt. 40,0 km   | Tony Martin · Tyskland | 44.42,99 | Vasil Kiryjenka · Belarus | + 45,05 | Jonathan Castroviejo · Spanien | + 1.10,91 |
| Lagtempolopp – 9 Okt. 40,0 km | Etixx–Quick-Step Bob Jungels (LUX) · Marcel Kittel (GER) · Yves Lampaert (BEL) · Tony Martin (GER) · Niki Terpstra (NED) · Julien Vermote (BEL) | 42.32,39 | BMC Racing Team Rohan Dennis (AUS) · Stefan Küng (SUI) · Daniel Oss (ITA) · Taylor Phinney (USA) · Manuel Quinziato (ITA) · Joseph Rosskopf (USA) | + 11,69 | Orica–BikeExchange Luke Durbridge (AUS) · Alexander Edmondson (AUS) · Michael Hepburn (AUS) · Daryl Impey (RSA) · Michael Matthews (AUS) · Svein Tuft (CAN) | + 37,12   |

### U-23-tävlingar
| Herrar                       | Guld                         | Guld     | Silver                           | Silver  | Brons                      | Brons   |
| Linjelopp – 13 Okt. 165,7 km | Kristoffer Halvorsen · Norge | 3:40.53  | Pascal Ackermann · Tyskland      | + 0.00  | Jakub Mareczko · Italien   | + 0.00  |
| Tempolopp – 10 Okt. 28,9 km  | Marco Mathis · Tyskland      | 34.08,09 | Maximilian Schachmann · Tyskland | + 18,63 | Miles Scotson · Australien | + 37,98 |

### Juniortävlingar
| Damer                       | Guld                             | Guld     | Silver                  | Silver | Brons                       | Brons   |
| Linjelopp – 14 Okt. 74,5 km | Elisa Balsamo · Italien          | 1:53.04  | Skylar Schneider · USA  | + 0.00 | Susanne Andersen · Norge    | + 0.00  |
| Tempolopp – 10 Okt. 13,7 km | Karlijn Swinkels · Nederländerna | 18.21,77 | Lisa Morzenti · Italien | + 7,35 | Juliette Labous · Frankrike | + 21,35 |

| Herrar                       | Guld                   | Guld     | Silver                  | Silver  | Brons                 | Brons   |
| Linjelopp – 14 Okt. 135,3 km | Jakob Egholm · Danmark | 2:58.19  | Niklas Märkl · Tyskland | + 0.07  | Reto Müller · Schweiz | + 0.07  |
| Tempolopp – 11 Okt. 28,9 km  | Brandon McNulty · USA  | 34,42,29 | Mikkel Bjerg · Danmark  | + 35,18 | Ian Garrison · USA    | + 53,08 |

### Medaljfördelning
| Pl. | Nation         | Guld | Silver | Brons | Totalt |
| --- | -------------- | ---- | ------ | ----- | ------ |
| 1   | Tyskland       | 2    | 4      | 1     | 7      |
| 2   | USA            | 2    | 2      | 1     | 5      |
| 3   | Nederländerna  | 2    | 2      | 0     | 4      |
| 4   | Danmark        | 2    | 1      | 0     | 3      |
| 5   | Italien        | 1    | 1      | 1     | 3      |
| 6   | Belgien        | 1    | 0      | 1     | 2      |
| 6   | Norge          | 1    | 0      | 1     | 2      |
| 8   | Slovakien      | 1    | 0      | 0     | 1      |
| 9   | Storbritannien | 0    | 1      | 0     | 1      |
| 9   | Belarus        | 0    | 1      | 0     | 1      |
| 11  | Australien     | 0    | 0      | 3     | 3      |
| 12  | Finland        | 0    | 0      | 1     | 1      |
| 12  | Frankrike      | 0    | 0      | 1     | 1      |
| 12  | Schweiz        | 0    | 0      | 1     | 1      |
| 12  | Spanien        | 0    | 0      | 1     | 1      |

## Poängtävlingen

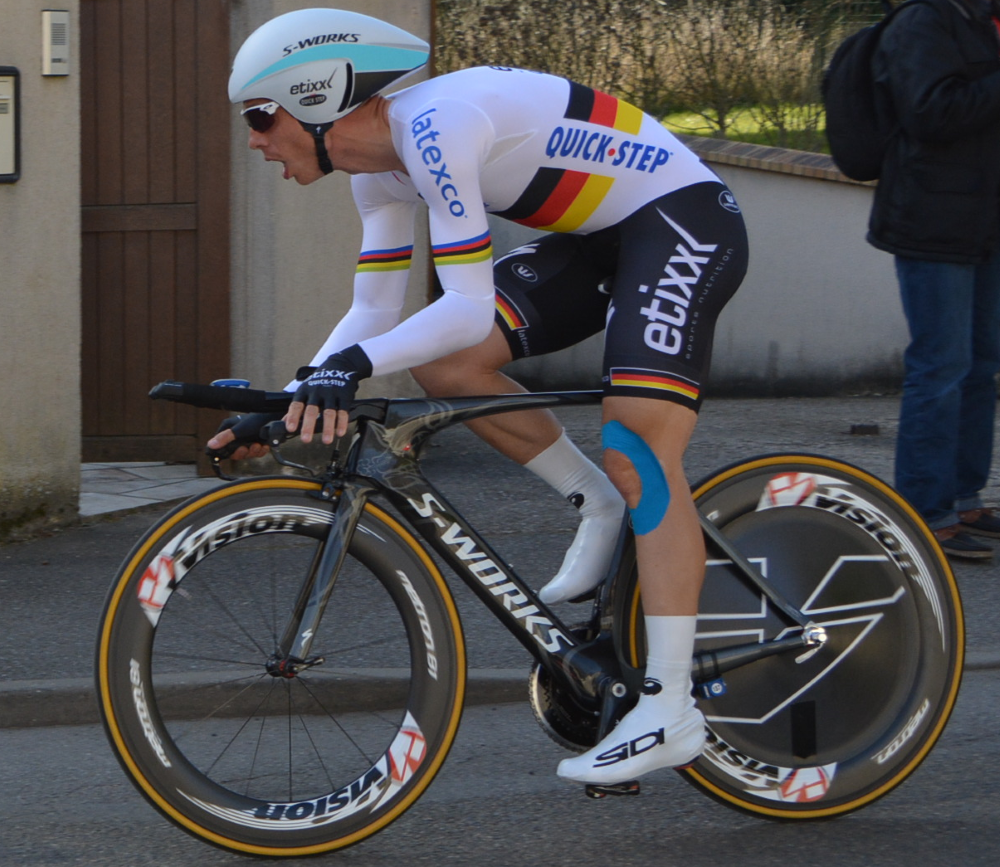
Världsmästare Tony Martin (Tyskland; guld - tempolopp, lagtempolopp).

| Poängtävlingen | Poängtävlingen | Poängtävlingen |
| Pl.            | Nation         | Poäng          |
| -------------- | -------------- | -------------- |
| 1.             | Tyskland       | 970            |
| 2.             | USA            | 674            |
| 3.             | Nederländerna  | 642            |
| 4.             | Italien        | 612            |
| 5.             | Danmark        | 607            |
| 6.             | Australien     | 529            |
| 7.             | Norge          | 453            |
| 8.             | Belgien        | 362            |
| 9.             | Storbritannien | 298            |
| 10.            | Spanien        | 237            |
| 11.            | Polen          | 224            |
| 12.            | Frankrike      | 210            |
| 13.            | Slovakien      | 208            |
| 14.            | Belarus        | 180            |
| 15.            | Schweiz        | 174            |
| 16.            | Slovenien      | 131            |
| 17.            | Finland        | 130            |
| 18.            | Ryssland       | 107            |
| 19.            | Irland         | 105            |
| 20.            | Kanada         | 70             |
| 21.            | Luxemburg      | 40             |
| 22.            | Eritrea        | 38             |
| 23.            | Estland        | 30             |
| 24.            | Sydafrika      | 14             |
| 25.            | Sverige        | 11             |
| 26.            | Japan          | 10             |
| 26.            | Ukraina        | 10             |
| 28.            | Colombia       | 8              |
| 28.            | Portugal       | 8              |
| 28.            | Serbien        | 8              |
| 31.            | Kroatien       | 6              |
| 32.            | Azerbajdzjan   | 5              |
| 32.            | Kazakstan      | 5              |
| 32.            | Lettland       | 5              |
| 32.            | Litauen        | 5              |
| 32.            | Marocko        | 5              |
| 32.            | Tjeckien       | 5              |
| 38.            | Iran           | 3              |
| 38.            | Ungern         | 3              |
| 38.            | Österrike      | 3              |
| 41.            | Mexiko         | 2              |
| 41.            | Nya Zeeland    | 2              |
| 43.            | Argentina      | 1              |